# ينس-بيتر بوند
ينس-بيتر بوند هو كاتب وصحفي وسياسي دنماركي، ولد في 27 مارس 1948 في Aabenraa Municipality ‏ في الدنمارك وتوفي 4 أبريل 2021. نشط حزبياً في حركة يونيو ‏.

## مناصب
- في انتخابات البرلمان الأوروبي 1979، انتخب عضو في البرلمان الأوروبي عن دائرة الدنمارك (دائرة انتخابية للبرلمان الأوروبي) لترشحه ضمن قائمة حركة الشعب ضد الاتحاد الأوروبي [الإنجليزية]‏، وقد انضم خلال فترته النيابية (17 يوليو 1979 – 23 يوليو 1984) للكتلة البرلمانية الكتلة الفنية للمستقلين [الإنجليزية]‏.
- في انتخابات البرلمان الأوروبي 1984، انتخب عضو في البرلمان الأوروبي عن دائرة الدنمارك (دائرة انتخابية للبرلمان الأوروبي) لترشحه ضمن قائمة حركة الشعب ضد الاتحاد الأوروبي [الإنجليزية]‏، وقد انضم خلال فترته النيابية (24 يوليو 1984 – 24 يوليو 1989) للكتلة البرلمانية كتلة قوس القزح [الإنجليزية]‏.
- انتخب عضو في البرلمان الأوروبي عن دائرة الدنمارك (دائرة انتخابية للبرلمان الأوروبي) لترشحه ضمن قائمة حركة يونيو [الإنجليزية]‏، وقد انضم خلال فترته النيابية (13 يناير 1997 – 19 يوليو 1999) للكتلة البرلمانية كتلة المستقلين لأوروبا الأممية [الإنجليزية]‏.
- انتخب عضو في البرلمان الأوروبي عن دائرة الدنمارك (دائرة انتخابية للبرلمان الأوروبي) لترشحه ضمن قائمة حركة يونيو [الإنجليزية]‏، وقد انضم خلال فترته النيابية (11 نوفمبر 1996 – 12 يناير 1997) للكتلة البرلمانية غير مرتبطين.
- في انتخابات البرلمان الأوروبي 1989، انتخب عضو في البرلمان الأوروبي عن دائرة الدنمارك (دائرة انتخابية للبرلمان الأوروبي) لترشحه ضمن قائمة حركة الشعب ضد الاتحاد الأوروبي [الإنجليزية]‏، وقد انضم خلال فترته النيابية (25 يوليو 1989 – 18 يوليو 1994) للكتلة البرلمانية مجموعة قوس القزح [الإنجليزية]‏.
- في انتخابات البرلمان الأوروبي 1994، انتخب عضو في البرلمان الأوروبي عن دائرة الدنمارك (دائرة انتخابية للبرلمان الأوروبي) لترشحه ضمن قائمة حركة يونيو [الإنجليزية]‏، وقد انضم خلال فترته النيابية (19 يوليو 1994 – 10 نوفمبر 1996) للكتلة البرلمانية كتلة أوروبا الأممية [الإنجليزية]‏.
- في انتخابات البرلمان الأوروبي 1999، انتخب عضو في البرلمان الأوروبي عن دائرة الدنمارك (دائرة انتخابية للبرلمان الأوروبي) لترشحه ضمن قائمة حركة يونيو [الإنجليزية]‏، وقد انضم خلال فترته النيابية (20 يوليو 1999 – 19 يوليو 2004) للكتلة البرلمانية أوروبا الديمقراطيات والتعدديات [الإنجليزية]‏.
- في انتخابات البرلمان الأوروبي 2004، انتخب عضو في البرلمان الأوروبي عن دائرة الدنمارك (دائرة انتخابية للبرلمان الأوروبي) لترشحه ضمن قائمة حركة يونيو [الإنجليزية]‏، وقد انضم خلال فترته النيابية (20 يوليو 2004 – 8 مايو 2008) للكتلة البرلمانية كتلة استقلال/ديمقراطية [الإنجليزية]‏.

## وصلات خارجية
- الموقع الرسمي